# 海巡署500噸級巡防救難艦 (台中)
海巡署500噸級巡防救難艦，原為中華民國財政部關稅總局所籌劃建造之600噸級巡緝艦，原型為德國LURSSEN公司設計，並配合我國海巡需求作出設計變更，於2001年2月（2004年
）移撥行政院海岸巡防署（今海洋委員會海巡署），但接艦尚未滿一年即發生其中3艘均因機械故障待修，監察院對關稅總局提出糾正。

## 同級艦
| 艦名           | 舷號  | 建造廠   | 開工日期   | 下水日期   | 交船日期   | 移撥日期   | 服役日期 | 除役日期      | 備註 |
| -------------- | ----- | -------- | ---------- | ---------- | ---------- | ---------- | -------- | ------------- | ---- |
| 台中（國星艦） | CG117 | 慶富造船 | 1999/10/20 | 2000/9/26  | 2001/3/1   | 2001/03/21 |          | 2023/10/4     |      |
| 基隆（雄星艦） | CG118 | 慶富造船 | 1999/12/16 | 2000/11/21 | 2001/4/9   | 2001/06/07 |          | 2023/10/27    |      |
| 花蓮（居星艦） | CG119 | 慶富造船 | 2000/4/28  | 2001/4/6   | 2001/07/04 | 2001/08/07 |          | 2025年4月25日 |      |
| 澎湖（廷星艦） | CG120 | 慶富造船 | 2000/1/26  | 2000/12/22 | 2001/5/28  | 2001/06/19 |          | 2025年4月25日 |      |

## 升級改造
中華民國海岸巡防署於海安10號演習時，首度公布中科院為海巡署新艦艇研發的「鎮海火箭彈」系統，系統可裝載42枚2.75吋火箭彈，搭配熱顯像儀，負責水面近戰防衛任務。系統目前在海巡台中艦進行海基戰術測試載台。並參加海安10號演習，公布武器與熱顯像儀。
中科院指出，「鎮海火箭彈」射程長達10公里，可裝載42枚2.75吋火箭彈，負責水面近戰防禦任務，對射距內目標具威嚇與攻擊之能力。系統具備遙控與集火模式射擊，搭配熱顯像系統，可全天候擔負船艦警戒任務，降低人員臨戰風險，節省人力操作。
中科院說，「鎮海火箭彈」操控台負摃武器系統作戰的指揮與火砲管控，系統可整合船體姿態、船速風速風向即時數據，支援砲令解算。搭配熱顯像儀的夜視能力，可全天候執行水面目標的搜索、辨識、測距及追蹤鎖定。
中科院表示，關鍵模組與相關零組件皆為國內設計與製作，無後續保修疑慮。